# Holzfaser-Mahlscheibe
Holzfaser-Mahlscheiben (häufig auch MDF-Mahlscheiben bzw. englisch: MDF plates, refiner segments) werden in der Holzwerkstoffindustrie für die Erzeugung von Holzfasern in Refinern verwendet.
Die mit deren Hilfe gewonnenen Holzfasern werden in erster Linie zu MDF, Hartfaser sowie zu Holzfaserdämmplatten weiterverarbeitet. Aufgrund der großen Mahlflächen in industriell eingesetzten Refinern werden die Mahlscheiben für diese Anwendungsbereiche in einzelne, noch tragbare Segmente unterteilt.

## Arbeitsweise
Die Hackschnitzel werden in der Regel direkt aus einem Kocher in den Mahlraum, das heißt zwischen Rotor und Stator, gefördert. Dort werden sie von auf dem Rotor befindlichen  Verteilerflügeln erfasst und mithilfe der Zentrifugalkraft nach außen zwischen die eigentlichen Mahlplatten gefördert.
Hier wird das Mahlgut aufgrund der Wechselwirkung von Stegen und Nuten zerkleinert. Damit das Material nicht unzerkleinert durch die Nuten nach außen entweichen kann, werden sogenannte Dämme zwischen die Stege gesetzt, die das Mahlgut in den Mahlspalt zwingen. Diese Dämme können die gleiche Höhe wie die Stege haben, oder aber auch niedriger sein. Letztere werden Subsurface-Dämme genannt. 

## Drehrichtungen
In der Vergangenheit wurden hauptsächlich bidirektionale Platten verwendet, deren Drehrichtung nach einer gewissen Zeit reversiert werden konnte, um so die Nutzungsdauer der Mahlscheiben zu erhöhen. Der große Vorteil ist, dass sich hierdurch die Kanten der Mahlplatten auf beiden Seiten gleichmäßig abnutzen lassen. Teilweise kann dadurch sogar ein Nachschärfen der nicht am Mahlvorgang beteiligten Kante durch Abnutzen der Steghöhe erreicht werden.
Da aber bei diesen Platten nur jeweils die Hälfte eines Ringes auf die Arbeitsrichtung ausgerichtet werden kann, ist das Verwenden solcher Platten äußerst energieintensiv und beschränkt darüber hinaus auch den möglichen Durchsatz der Maschine.
Aufgrund der stetig steigenden Energiepreise in den meisten Ländern, wird der Anteil solcher Platten immer geringer, sodass sie z. B. in Mittel- und Westeuropa kaum noch eingesetzt werden.

## Konzepte
Aufgrund der geforderten Reversierbarkeit müssen die beiden Hälften eines Mahlsegments von bidirektionalen Platten immer symmetrisch zueinander konstruiert werden.
Da diese Anforderung bei uni-direktionalen Mahlplatten nicht besteht, ergeben sich hier wesentlich größere Freiheiten beim Entwerfen der Mahlflächen vor allem im Hinblick auf die verwendeten Stegwinkel, durch die letztendlich der Schnittwinkel gebildet wird.
Bei den unidirektionalen Mahlplatten haben sich so in den letzten Jahrzehnten die folgenden Designkonzepte etabliert, die so oder in leicht abgewandelter Form von fast allen Herstellern eingesetzt werden.

### Parallele Stege (parallel bar design)
Bei diesem Design sind die Stege parallel zueinander, jedoch ergibt sich im Mahlprozess ein sehr weites Spektrum von variierenden Schnittwinkeln, da der Winkel zwischen Steg und Radius an allen Stegen unterschiedlich ist. Außerdem müssen die Stege durch sogenannte Korrekturwinkel der Kreisform angepasst werden, wodurch weitere Schnittwinkelabweichungen entstehen.

### Konstante Stegwinkel (constant bar design)
Um diese, beim Zusammenspiel von Rotor und Stator auftretenden, Winkelabweichungen zu minimieren, hilft es die Stege im immer gleichen Winkel zum Radius entlang eines Kreisbogens anzuordnen. Dadurch gibt es zwar immer noch abweichende Winkel, da der gewünschte Winkel immer nur an der Stelle des Bogens konstant ist, aber diese sind bedeutend geringer und zudem an allen Stegen gleich (vgl. Graphiken). Der Nachteil bei dieser Steganordnung ist, dass hier die Nuten nach außen hin immer breiter werden. Bei erhöhter Steganzahl oder zu großer Steglänge kann also die Gefahr einer Verstopfung des Einlassbereiches gegeben sein. Diese kann durch verschiedene Zonen mit unterschiedlicher Steganzahl jedoch ausgeglichen werden.

### Spiralförmige Stege (spiral design)
Um nun an jeder Position auf der Mahlplatte denselben Schnittwinkel erreichen zu können, sind seit wenigen Jahren Mahlplatten auf dem Markt, deren Stege in Form einer logarithmischen Spirale gekrümmt sind. Aufgrund der konstanten Schnittwinkel sollen hiermit gleichmäßigere Faserdimensionen hergestellt werden können. Zudem sollen sich die immer gleichen Schnittbedingungen positiv auf den benötigten Energieeinsatz auswirken.
Da sich die Nuten zum Zentrum hin verengen, kann eine Verstopfungsgefahr bei erhöhter Steganzahl auch hier durch das Ausbilden verschiedener Zonen verhindert werden.